# Byron Shire Council
Byron Shire Council is een Local Government Area (LGA) in de Australische deelstaat New South Wales.